# 2. Nischnjaja Medwediza
2. Nischnjaja Medwediza oder Wtoraja Nischnjaja Medwediza (russisch 2-я Нижняя Медведица, Вторая Нижняя Медведица) ist ein Dorf (derewnja) in der Oblast Kursk in Russland. Es gehört zum Rajon Kursk und zur Landgemeinde (selskoje posselenije) Nischnemedwedizki selsowjet.

## Geographie
Der Ort liegt gut 15 km Luftlinie nordwestlich des Oblastverwaltungszentrums Kursk im südwestlichen Teil der Mittelrussischen Platte, 0,5 km vom Sitz des Dorfsowjet – Werchnjaja Medwediza, 96 km von der Grenze zwischen Russland und der Ukraine, im Becken der Bolschaja Kuriza (rechter Nebenfluss des Seim).

### Klima
Das Klima im Ort ist wie im Rest des Rajons kalt und gemäßigt. Es gibt während des Jahres eine erhebliche Niederschlagsmenge. Dfb lautet die Klassifikation des Klimas nach Köppen und Geiger.

## Bevölkerungsentwicklung
| Jahr | Einwohner |
| ---- | --------- |
| 2002 | 103       |
| 2010 | 102       |

Anmerkung: Volkszählungsdaten

## Verkehr
2. Nischnjaja Medwediza liegt an der Fernstraße föderaler Bedeutung M2 „Krim“ (ein Teil der Europastraße E105) und 13,5 km von der nächsten Eisenbahnhaltestelle Bukrejewka (Eisenbahnstrecke Orjol – Kursk) entfernt.
Der Ort liegt 138 km vom internationalen Flughafen von Belgorod entfernt.